# Alfredo Anderson
Alfredo Anderson (n. 31 octombrie 1978, Colón City⁠(d), Panama) este un fost fotbalist panamez.
Între 2000 și 2001, Anderson a jucat 12 meciuri și a marcat 2 goluri pentru echipa națională a Panamei.

## Statistici
| Panama | Panama  | Panama |
| An     | Meciuri | Goluri |
| ------ | ------- | ------ |
| 2000   | 4       | 0      |
| 2001   | 8       | 2      |
| Total  | 12      | 2      |